# سنونو بني
السنونو البني (الاسم العلمي: Phedina)، جنس طيور صغيرة من الجواثم وفصيلة السنونو. أنواعه اثنان، أعطانها في مدغشقر وجزر ماسكارين وجمهورية الكونغو الديمقراطية وجمهورية الكونغو وشمال أنغولا.